# 데트몰트현

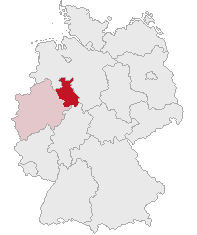
독일에서 데트몰트 현의 위치

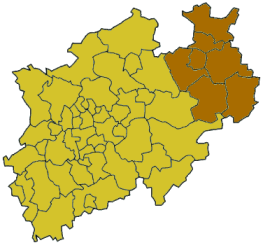
노르트라인베스트팔렌 주에서 데트몰트 현의 위치

데트몰트현(독일어: Regierungsbezirk Detmold)은 독일 노르트라인베스트팔렌주 북동부에 위치한 현(Regierungsbezirk)으로 현도는 데트몰트이며 면적은 6,518.14km2, 인구는 2,034,163명(2011년 기준), 인구 밀도는 310명/km2이다. 6개 군(Landkreise), 1개 시(Kreisfreie Städte)를 관할한다.

## 하위 행정 구역

### 군(Landkreise)
1. 귀터슬로군(Gütersloh)
2. 헤르포르트군(Herford)
3. 획스터군(Höxter)
4. 리페군(Lippe)
5. 민덴뤼베케군(Minden-Lübbecke)
6. 파더보른군(Paderborn)

### 시(Kreisfreie Städte)
1. 빌레펠트 시(Bielefeld)